# Hiraerth - L'ultimo viaggio
Hiraerth - L'ultimo viaggio (ヒラエスは旅路の果て?, Hiraesu wa Tabiji no Hate) è un manga scritto e disegnato da Yuhki Kamatani. Il manga venne distribuito sulla rivista Monthly Morning Two della casa editrice Kodansha dal 22 ottobre 2020 al 20 maggio 2022.

## Significato del nome
Il termine Hiraerth è una parola che deriva dalla lingua gallese e generalmente viene tradotto come "nostalgia" verso qualcuno o qualcosa, ma può assumere altri significati come quello di "tristezza", "rimpianto" o "desiderio".

## Trama
Mika, una studentessa delle medie, a causa della morte della sua migliore amica, è travolta nella disperazione, così tanto da desiderare di suicidarsi. Però, prima che ciò accada viene salvata da due misteriosi viaggiatori e insieme ad essi inizia un viaggio in un mondo illusorio in cui speranza e disperazione si intrecciano.

## Produzione
Il manga, scritto e disegnato da Yuhki Kamatani, è iniziato con la serializzazione sulla rivista Monthly Morning Two della casa editrice Kodansha dal 22 ottobre 2020 al 20 maggio 2022. In totale, sono stati pubblicati 3 volumi tankobon. Il manga è arrivato anche in Italia e viene distribuito dalla casa editrice Edizioni BD sotto l'etichetta J-Pop dall'8 febbraio al 22 marzo 2023. Inoltre, prima della pubblicazione dei singoli volumi, è uscito, il 25 gennaio 2023, un cofanetto che contiene tutti e tre i volumi dell'edizione italiana.

### Volumi
| Nº | Data di prima pubblicazione | Data di prima pubblicazione | Data di prima pubblicazione | Data di prima pubblicazione |
| Nº | Giapponese                  | Giapponese                  | Italiano                    | Italiano                    |
| -- | --------------------------- | --------------------------- | --------------------------- | --------------------------- |
| 1  | 23 aprile 2021              | ISBN 978-4-06-522827-2      | 8 febbraio 2023             | ISBN 978-8-83-491252-2      |
| 2  | 22 novembre 2021            | ISBN 978-4-06-516903-2      | 22 febbraio 2023            | ISBN 978-8-83-491253-9      |
| 3  | 23 agosto 2022              | ISBN 978-4-06-528965-5      | 22 marzo 2023               | ISBN 978-8-83-491254-6      |